# Особняк Закса
Особняк Закса — памятник архитектуры в Печерском районе города Киева, расположен по улице Липской, 4 (старый адрес — ул. Екатерининская, 6). Возведён в 1873 году архитектором В. Николаевым в стиле неоренессанс. В 1896 году архитектор А.-Ф. Краусс сделал на особняке надстройку. Дом является характерным образцом застройки Липок конца XIX — начала XX века и главным композиционным акцентом квартала.

## История
Первым владельцем большой усадьбы между улицами Грушевского, Шелковичной и Липской был губернский предводитель дворянства Демьян Демьянович Оболонский. Площадь усадьбы составляла 2685 кв. саженей (1,22 га), здесь был большой сад, со стороны улиц Липской и Шелковичной стояли жилые и служебные флигели, а на месте современного дома по улице Грушевского, 22, стоял одноэтажный деревянный особняк. Д. Оболонский вместе с женой, хотя и были из состоятельных семей, были склонны к мотовству и в конце концов разорились. Д. Оболонский умер в начале 1830-х годов и уже в 1833 году его вдова продаёт имение генерал-лейтенанту Григорию Григорьевичу Белоградскому. После смерти генерала, усадьба по его завещанию перешла в собственность к Наталии Михайловны Каневской, однако последняя уже в 1861 году продаёт усадьбу генерал-майору в отставке Ф. В. Ивенсену и его жене Т. П. Ивенсен.
На части поместья, выходившей на улицу Липскую, в 1873 году по проекту архитектора В. Николаева возводится одноэтажный особняк. Первоначальный декор здания был достаточно сдержан. Главный фасад, оштукатуренный и рустированный, имел центрально размещённый парадный вход с парой узких окон вдоль дверей, и по пять окон в крыльях. Возможно, такой сдержанно-симметричный, казённый вид особняк имел в виду рода деятельности его хозяина — Ф. В. Ивенсен был киевским старшим полицмейстером.
Весной 1877 года старый генерал умирает и через некоторое время его вдова начинает понемногу распродавать имение. В 1883 году она продаёт часть усадьбы с домом киевскому купцу 1-й гильдии Маркусу Рафаиловичу Заксу. В следующем году М. Закс приобрёл ещё 200 кв. саженей у соседей позади усадьбы — архитектора В. Николаева, таким образом, усадьба Закса приобрела современные размеры.
Маркус Закс и его брат Якоб происходили из городка Калиш (современное Великопольское воеводство Польши). Якоб Закс был купцом в Лодзи, а его брат Маркус, переехал в Киев в 1870-х годах, в 1874 году основал вместе с братом фирму «Рафаила Закса сыновья», которая занималась торговлей российскими и зарубежными товарами и продуктами. В 1890-х годах Закс Маркус начал вкладывать средства в сахарный бизнес, он владел сахарным заводом в Люблинской губернии и ещё несколько арендовал, и, таким образом, стал довольно крупным сахарозаводчиком. В 1899 году он даже издал брошюру «Судьба сахарных заводов с малым и средним производством», где доказывал необходимость введения новых технологий для повышения уровня развития сахарной отрасли.
В 1880-х годах Н. Закс вместе с семьёй поселяется на киевских Липках в бывшем особняке Ивенсенов. Сохранилось описание усадьбы за 1884 год: одноэтажный дом с подвалом, 12 комнат, большой сад, каретный сарай, конюшни, службы. В доме проведена вода и газ.
В 1896 году Н. Закс проводит капитальную реконструкцию особняка. По проекту архитектора А.-Ф. Краусса надстраивается второй этаж, достраиваются боковые лестницы, фасад декорируется в стиле неоренессанса: между окнами появляются каннелюрованные пилястры, над окнами — лепные сандрики с гирляндами, фасад украшают два женских маскарона. На втором этаже особняка размещались конторы четырёх сахарных заводов, которыми владела семья Заксов: отец — Маркус Рафалович и сыновья — Илья и Карл. К конторам, которые занимали семь комнат, вёл отдельный служебный вход. Также согласно проекту должны были быть балконы-навесы на чугунных колонках над парадным и служебным входами, но этот замысел не был реализован.
М. Закс скончался в Москве 8 сентября 1915 года, после тяжёлой болезни. Его похоронили в Киеве, на Новоеврейском кладбище. Особняк перешёл в собственность Эрнестины Закс, жены Маркуса, которая жила здесь вместе с сыновьями Ильёй и Карлом до 1918 года.
В 1918 году особняк был национализирован. В 1920-х годах здесь располагался Киевский окружной отдел Государственного политического управления (ГПУ), в 1922—1923 годах жил командующий Киевского военного округа И. Якир, в 1937 — Н. Ватутин. Во время оккупации Киева в 1941—1943 годах в особняке располагался штаб венгерской армии. После войны особняк вместе с соседними домами по улице Грушевского (№ 20/1 и № 22) перешёл в собственность Совета Министров УССР. В независимой Украине используется для проживания и приёма первых лиц иностранных правительственных делегаций. Так, осенью 2008 года во дворе дома, в огромном бедуинском шатре, жил ливийский лидер Муаммар Каддафи.
В апреле 2010 года велись разговоры о переезде президента В. Януковича из Межигорья в особняк на Липской, 4, впрочем, опровергнуты заместителем главы Администрации Президента Анной Герман.

## Архитектура
Дом двухэтажный, кирпичный, штукатуренный, П-образного плана, осложнённого пристройками и боковыми ризалитами. Центр композиции составляет ризалит малого выноса, в котором расположены двери парадного входа. После надстройки в 1896 году ризалит получил завершение в виде парапета с треугольным фронтончиком и картушем. Симметрию слегка нарушает пристроенный тогда же объём парадной лестницы с правой стороны, который также декорирован фронтоном и лепным картушем. Также здесь была высокая четырёхскатная крыша-шатер, потерянная во время очередной реконструкции. При позднейших перестройках также была разобрана парадная лестница и замурован боковой вход в дом.
Цоколь дома облицован розовым гранитом, из аналогичного материала изготовлена отмостка, крыльцо и парадная лестница. Первый этаж имеет, кроме узких окон вдоль парадного входа, по пять окон прямоугольной формы с каждой стороны. Окна украшены замковыми камнями, стены рустированные. Первый и второй этажи визуально отделены междуэтажным пояском. На втором этаже — пятнадцать полуциркульных окон, украшенных лепными сандриками с гирляндами, между окнами — каннюлированные пилястры, завершающиеся волютами. В капителях пилястр, расположенных по краям центрального ризалита и по краям фасада, помещены горельефные композиции в гротескном духе с женскими маскаронами. Фасад завершается кованой металлической оградой между кирпичными тумбами.
Боковые и дворовый фасад почти не декорированы, лишь продолжается междуэтажный поясок.
В 1980-х годах в особняке была проведена очередная реконструкция, после которой была изменена внутренняя планировка и частично утрачен декор интерьеров. Окна Т-образной формы были заменены на окна вагонного типа.
Вдоль особняка сохранилась металлическая ограда усадьбы, украшенная скульптурными вазами на штукатуренных и рустированных пилонах. Перед главным фасадом растут каштаны, которые являются современниками особняка.